# 赤池池田町
赤池池田町（あかいけいけだちょう）は、愛知県稲沢市の地名。

## 地理
稲沢市北東部に位置する。西は子生和池田町、北は一宮市に接する。

### 学区
|      | 小学校               | 中学校               | 高等学校 |
| ---- | -------------------- | -------------------- | -------- |
| 全域 | 稲沢市立稲沢東小学校 | 稲沢市立治郎丸中学校 | 尾張学区 |

## 歴史

### 人口の変遷
国勢調査による人口および世帯数の推移。
| 2000年（平成12年） | 340世帯 1038人 |  |
| 2005年（平成17年） | 349世帯 1022人 |  |
| 2010年（平成22年） | 334世帯 975人  |  |
| 2015年（平成27年） | 357世帯 1036人 |  |
| 2020年（令和2年）  | 401世帯 1048人 |  |

### 沿革
- 1979年（昭和54年） - 稲沢市赤池町・子生和町の各一部により、同市赤池池田町が成立[2]。

## 交通
- JR東海道本線[1]

### WEB
1. ↑  “愛知県稲沢市の町丁・字一覧”.   人口統計ラボ. 2023年5月5日閲覧。
2. 1 2  総務省統計局 (2022年2月10日). “令和2年国勢調査の調査結果(e-Stat) - 男女別人口，外国人人口及び世帯数－町丁・字等” (CSV). 2023年8月2日閲覧。
3. ↑  “愛知県稲沢市の郵便番号一覧”.   日本郵便. 2023年11月11日閲覧。
4. ↑  “市外局番の一覧” (PDF).   総務省 (2022年3月1日). 2022年3月22日閲覧。
5. 1 2  稲沢市役所 教育委員会事務局 学校教育課 学習支援グループ (2020年4月9日). “住所50音順通学区域（小・中学校）”.   稲沢市. 2024年5月28日閲覧。
6. ↑  総務省統計局 (2014年5月30日). “平成12年国勢調査の調査結果(e-Stat) - 男女別人口及び世帯数 －町丁・字等” (CSV). 2021年7月20日閲覧。
7. ↑  総務省統計局 (2014年6月27日). “平成17年国勢調査の調査結果(e-Stat) - 男女別人口及び世帯数 －町丁・字等” (CSV). 2021年7月21日閲覧。
8. ↑  総務省統計局 (2012年1月20日). “平成22年国勢調査の調査結果(e-Stat) - 男女別人口及び世帯数 －町丁・字等” (CSV). 2021年7月21日閲覧。
9. ↑  総務省統計局 (2017年1月27日). “平成27年国勢調査の調査結果(e-Stat) - 男女別人口及び世帯数 －町丁・字等” (CSV). 2021年7月21日閲覧。

### 書籍
1. 1 2 3  「角川日本地名大辞典」編纂委員会 1989, p. 1588.
2. ↑  「角川日本地名大辞典」編纂委員会 1989, p. 73.